# Vilém Kurz

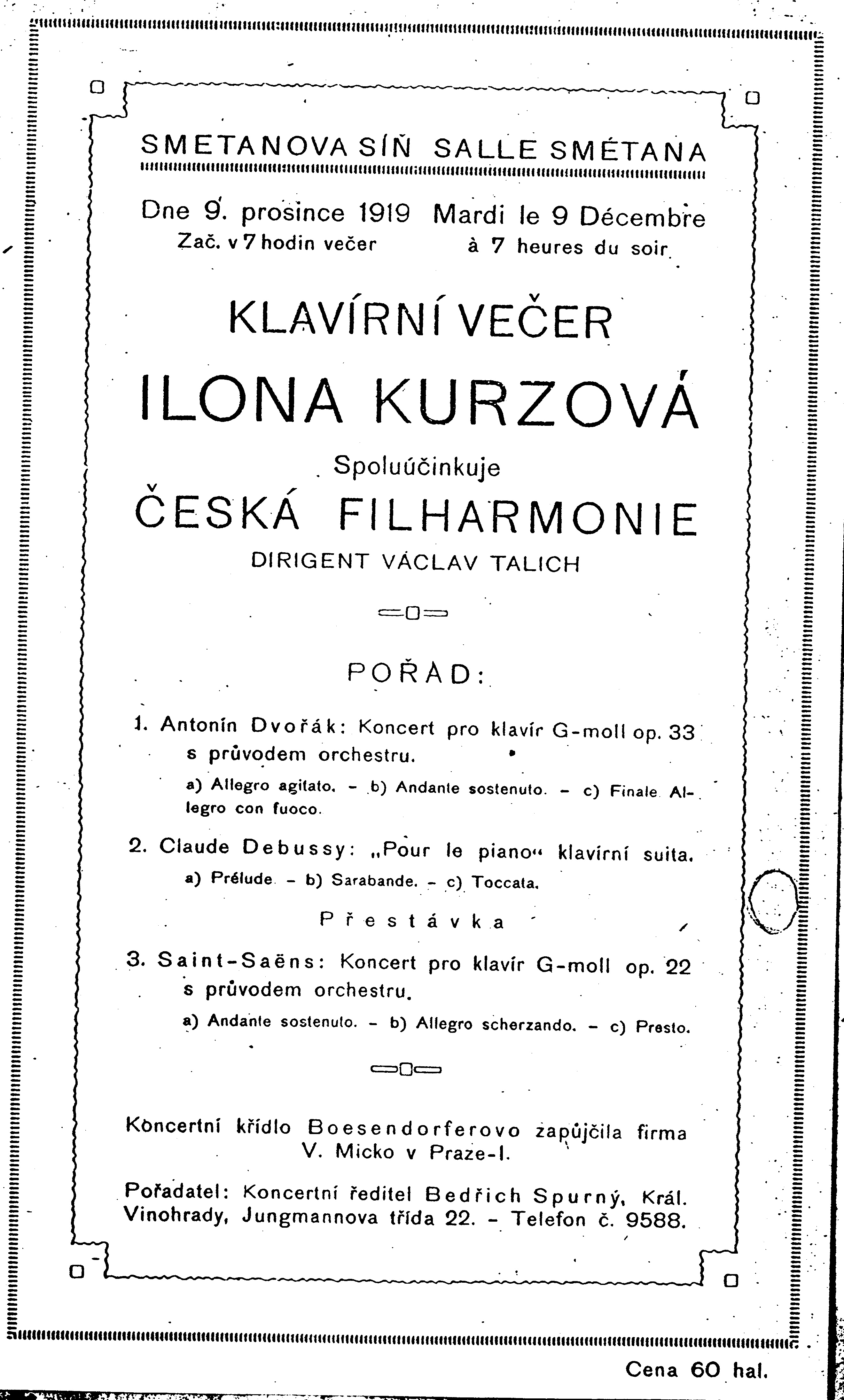
Estreno del Concierto para piano en sol menor, Op. 33 de Antonín Dvořák, reelaborado por Vilém Kurz, 9 de diciembre de 1919, Ilona Kurzová, Orquesta Filarmónica Checa dirigida por Václav Talich.

Vilém Kurz (Německý Brod, 23 de diciembre de 1872 – Praga, 25 de mayo de 1945) fue un reconocido pianista y profesor de piano checo.

## Biografía
Kurz nació en Německý Brod, ahora Havlíčkův Brod, Bohemia en 1872. Era hijo del escritor, político y científico Vilém Kurz (1847-1902) y tenía cuatro hermanos menores y una hermana. A los trece años se decidió por una carrera musical. Recibió lecciones de piano de Julius Höger entre 1884 y 1886 y luego, lecciones privadas entre 1886 y 1898 con Jakub Virgil Holfeld. Además, estudió teoría y órgano desde 1887 a 1888 en la Escuela de Órgano de Praga. En 1892, aprobó su examen en el Conservatorio de Praga. Actuó por primera vez en público en 1891 y luego realizó una gira por Viena y Berlín como solista y músico de cámara, con el České trio (Trío Checo) que fundó con Bohuslav Lhotský y Bedřich Váška (1897-1901). En 1895 ganó el premio Rubinstein.
Trabajó en el Conservatorio de Lwów (1898-1919), trasladado en 1915 a Viena durante la Primera Guerra Mundial. En Lwów es el responsable de las clases de piano. En Brno (1919-1920) y en el Conservatorio de Praga desde 1920 en comisión de servicio a Brno, luego a Praga en 1940. Entre 1936 y 1939, fue rector del Conservatorio de Praga.
Sus métodos de enseñanza se basaron en gran medida en los de Teodor Leszetycki y sus alumnos, a quienes conoció durante su tiempo como profesor en Lwów, aunque no su discípulo directo. Más tarde, sus métodos fueron desarrollados por su hija, también virtuosa, Ilona Štěpánová-Kurzová.
Se convirtió en profesor en el Conservatorio Estatal de Lwów (1898–1919), transferido en 1915 a Viena durante la Primera Guerra Mundial. En Lwów fue responsable de las clases de piano. Estuvo en Brno (1919-1920) y en el Conservatorio de Praga desde 1920 en comisión de servicio en Brno, y luego en Praga en 1940. Entre 1936 y 1939 fue rector del Conservatorio de Praga.
Entre sus alumnos se encontraban su hija Ilona Štěpánová-Kurzová, Rudolf Firkušný, Eduard Steuermann, Artur Rodziński, Břetislav Bakala, Pavel Štěpán, Stanislav Heller, František Maxián, Gideon Klein, Rafael Schächter, Viktorie Švihlíková, Stefania Turkewich, Ilja Hurník, Drahomir Toman, Zdeněk Jílek o Matusja Blum.
Sus métodos de enseñanza se basaron en gran medida en los de Teodor Leszetycki y en los alumnos, a quienes conoció mientras enseñaba en Lviv (Lwów). Más tarde fueron desarrollados por su hija, también virtuosa, Ilona Štěpánová-Kurzová.
Su esposa, Růžena Kurzová (1880-1938), fue pianista y profesora, alumna de Holfeld, como Kurz. Contribuyó a la formación artística de Rudolf Firkušný y Gideon Klein y a las obras de su marido. Está enterrado en el Cementerio de Vyšehrad en Praga.

## Concierto para piano en sol menor de Antonin Dvořák
Kurz es conocido por su reelaboración de la parte solista del Concierto para piano en sol menor de Antonín Dvořák, op. 33, que se compuso originalmente en 1876. Durante más de una década después de la primera interpretación del concierto, apenas se tocó , además de que la crítica, no era favorable. Una comentario común durante muchos años fue que la parte de piano estaba escrita 'como si fuera para dos manos derechas'.
Mientras tenía 20 años, Kurz llevó a cabo una revisión de la parte solista, y es esta versión que usualmente se interpreta. Desde entonces, las versiones original y la de Kurz se han impreso juntas en la edición crítica de la partitura de Otakar Šourek, una debajo de la otra, para que el solista pueda elegir qué versión interpretar. La versión de Kurz se ha convertido en parte del repertorio estándar de piano. El material orquestal original de Dvořák no se ve afectado por la elección del solista. En 1919 Ilona Kurzová estrenó la primera interpretación de la versión de Kurz del Concierto, dirigido por Václav Talich. Esta revisión fue posteriormente adoptada y registrada por Rudolf Firkušný, quien en la década de 1950 también introdujo algunos cortes en el primer y tercer movimiento. En la década de 1970 se tendió a abandonar todas las revisiones a favor de la versión original de Dvořák.
Supraphon, la discográfica checa, editó un disco compacto donde Ivan Moravec interpretaba la versión de Kurz, con la Filarmónica Checa dirigida por Jiří Bělohlávek, mientras que Radoslav Kvapil lo hacía con la partitura original, con la Orquesta Filarmónica de Brno bajo la dirección de František Jílek.

## Publicaciones
- Estudios elementales, Bärenreiter, Praga 2000.
- Sonatina y ronda, Bärenreiter, Praga 2000.
- Technické základy klavirni hry (Técnicas fundamentales de piano), Praga 1924, Praga 1966 IX.
- Métodos de piano, antiguos y nuevos, Brno 1922.
- Procedimiento para la enseñanza del piano, Brno, 1921. II. Ruzena, revisión 1930.